# Temple maçonnique d'Odenton
Pour les articles homonymes, voir Odenton.
 (août 2022).
Le temple maçonnique d'Odenton est un temple maçonnique américain à Odenton, dans le comté d'Anne Arundel, dans le Maryland. Il est inscrit au Registre national des lieux historiques sous le nom d'Odenton Masonic Lodge No. 209 depuis le 25 juillet 2022.